# Харьковская футбольная лига
Ха́рьковская футбо́льная ли́га — организация, занимавшаяся проведением официальных футбольных турниров в Харькове в начале XX века.
Наряду с Московской футбольной лигой, Санкт-Петербургской футбол-лигой, Киевской футбольной лигой, Одесской футбольной лигой, Санкт-Петербургской студенческой футбольной лигой, Николаевским спортивным клубом, Севастопольским кружком любителей спорта и Тверским кружком велосипедистов, конькобежцев и любителей спортивных игр стала членом созданного 6 (19) января 1912 года Всероссийского футбольного союза — высшего футбольного органа Российской империи.

## История

### История харьковского футбола до официального создания лиги
Относительно появления футбола в Харькове существуют две версии. Согласно первой из них, данный вид спорта пришел в город вместе с иностранцами в начале XX века, однако среди жителей до определенного момента он не вызывал большого интереса. По второй версии, футбол был привезен в Харьков студентами-харьковчанами, проходившими обучение в Санкт-Петербурге и Москве.
Первая футбольная команда, не имевшая официального названия, в Харькове создана осенью 1908 года группой учащихся средних учебных заведений. Она же станет в будущем основой для создания клуба «Феникс». Через непродолжительное время появилась вторая команда, также собранная из учащихся. Первая и вторая команды, носившие форму красного и зеленого цвета соответственно проводили между собой первые матчи в городе.
Летом 1910 года зарегистрирован первый официальный харьковский футбольный клуб «Харьковский Спортинг-Клуб», его основателями стали бельгийцы и немцы. Осенью этого же года основано второе официально общество — «Гельферих-Саде», клуб открыт при одноименном заводе, в советское время известном как «Серп и молот». Затем в 1911 году основан «Феникс». Также в Харькове продолжали существовать «дикие» команды, такие как «Ермак» и «Цап-Царап». «Цап-Царап» впоследствии был официально зарегистрирован как футбольный клуб «Штурм».
14 мая 1911 года на ипподроме состоялся первый официальный в Харькове футбольный матч, в котором участвовали клубы «Феникс» и «Гельферих-Саде». В местной прессе были опубликованы репортажи об игре, которая длилась 70 минут. Победу со счетом 3:1 одержала команда клуба «Феникс». В этом же году состоялись:
- Первый чемпионат Харькова по футболу, победителем которого также стал клуб «Феникс».
- Первый международный матч в истории Харькова. Игра проводилась между «русской» и «английской» командами. Матч завершился победой «русской» команды, счет 2:0.

### Харьковская футбольная лига
Харьковская футбольная лига основана 19 марта 1912 года. Председателем был избран Н. А. Арефьев. В составе лиги объединились следующие клубы: «Спортинг-Клуб», «Феникс», «Спортивный кружок М. Гельферих-Саде», «Маяк», «Велосипедно-Спортивный Кружок», «Штандарт», «Женесс», «Модерн», «Орел».
В том же году Харьковская лига вошла в состав Всероссийского футбольного союза, а сборная Харькова приняла участие в первом чемпионате Российской империи по футболу. Первый в истории чемпионатов страны матч должен был состоятся 14 (27) сентября 1912 в Харькове между сборными хозяев и Одессы, однако из-за неявки одесситов победа была присуждена Харькову, команда которого вышла в следующий этап соревнований. Указанные события не помешали харьковчанам провести первый матч турнира, так как сборная Киева также не явилась на матч с командой Санкт-Петербурга. В результате такая встреча со сборной Москвы в рамках 1/2 финала прошла 16 (29) сентября 1912 на площадке «Гельферих-Саде» в присутствии около 3000 зрителей. Победу со счетом 6:1 одержали москвичи.
В 1913 году в чемпионате Харькова принимало участие более трех десятков команд. Харьковская футбольная лига получила право проведения турнира в южной группе второго чемпионата страны. Опыта проведения крупных турниров у лиги не было, чемпионат изобиловал организационными проблемами. Сборная Харькова должна была стартовать со стадии 1/4 финала южной группы.
- Матч между сборными Харькова и Киева, намеченный на 15 августа (по старому стилю), не состоялся из-за неожиданного для Киева переноса даты матча. Сборной Киева засчитано поражение.
- 1 сентября (14 сентября) 1913 в матче 1/2 финала южной группы команда Харькова одержала победу над сборной Юзовки со счетом 4:0.
- Финал Южной группы изначально планировалось провести в Харькове. Так как представители команд не смогли договориться о сроках проведения матча, финал был перенесён в Одессу на день, назначенный Всероссийским футбольным союзом (ВФС). Игра состоялась 13 октября (26 октября) 1913 в Одессе. Хозяева победили со счетом 2:0. Считается, что в финальной игре в команде Харькова особенно выделялся вратарь С. Романенко (впоследствии заслуженный мастер спорта СССР).

Также в 1913 году представители южных городов, включая Харьков предложили проект Южнороссийского футбольного союза в качестве отделения ВФС. В результате переговоров с ВФС было получено право реализовать данную идею. ЮФС был зарегистрирован в 1914 году, по причине начала Первой мировой войны активную деятельность осуществить не смог. В этом же году харьковская команда «Сокол» участвовала во всеславянских играх, проходивших в Праге. В ходе войны футбольные матчи в городе проходили лишь эпизодически.